# Da Capo Press
Cet article possède un paronyme, voir Da Capo (homonymie).
Da Capo Press est une maison d'édition américaine basée à Boston. L'entreprise, fondée en 1964, éditait des livres de musique ; elle était une filiale de Plenum Publishers. En 2009, la société avait des bureaux à New York, Philadelphie, Los Angeles, et Emeryville. Da Capo Press a réalisé un chiffre d'affaires net de plus de 2,5 millions de dollars en 2008.
Da Capo Press est devenue une maison d'édition généraliste au milieu des années 1970. Elle a été cédée à Perseus Books Group en 1999 après la vente de Plenum à Wolters Kluwer. 